# Metaphycus latifrons
Metaphycus latifrons är en stekelart som beskrevs av Annecke och Mynhardt 1971. Metaphycus latifrons ingår i släktet Metaphycus och familjen sköldlussteklar. Inga underarter finns listade i Catalogue of Life.